# Champions League (Afghanistan)
La Champions League afghana, già nota come Premier League afghana e per ragioni di sponsorizzazione anche come Roshan Premier League,, è la principale competizione calcistica dell'Afghanistan, organizzata dall'Federazione calcistica dell'Afghanistan. 
Istituita nel 2012, è stato il primo campionato nazionale del paese. Fino ad allora i tornei nazionali di maggior prestigio erano il campionato di Kabul, giocato solo da squadre della capitale, e il campionato nazionale, aperto a tutte le province dell'Afghanistan e composto da 32 squadre divise in sette gruppi. Nel 2021 ha assunto la denominazione di Champions League.
La selezione delle rose dei giocatori per la prima stagione è avvenuta tramite un reality show televisivo e il torneo ha avuto inizio nel settembre 2012.

## Storia

### Campionato di Kabul
Il campionato, col format utilizzato al 2010, si è svolto dal 2006, ma ha avuto precedenti che risalgono fino agli anni '40. Vi prendevano parte 12 squadre che giocavano a rotazione in un unico impianto, lo stadio Ghazi di Kabul.

## Organico 2024-25
| Squadra                 | Città     |
| ----------------------- | --------- |
| Abu Muslim              | Farah     |
| Adalat                  | Farah     |
| Aino Mina               | Kandahar  |
| Attack Energy           | Herat     |
| Istiqlal                | Kabul     |
| Khadim                  | Sar-e Pol |
| Khurasan                | Faryab    |
| Mawj Sahel              | Takhar    |
| Template:Calcio Perrozi | Kabul     |
| Template:Calcio Sarafan | Herat     |
| Sarsabz Yashlar         | Faryab    |
| Sorkh Poshan            | Herat     |

## Albo d'oro
Il seguente è l'elenco dei vincitori noti del campionato di Kabul:
- 1946:  Ariana Kabul
- 1948:  Ariana Kabul
- 1949:  Ariana Kabul
- 1950:  Ariana Kabul
- 1951:  Ariana Kabul
- 1952:  Ariana Kabul
- 1953:  Ariana Kabul
- 1954:  Ariana Kabul
- 1955:  Ariana Kabul
- 1956-94: sconosciuto
- 1995:  Karlappan
- 1996: sconosciuto
- 1997-98:  Maiwand Kabul
- 1999-02: sconosciuto
- 2003:  Red Crescent Society
- 2004:  Ordu Kabul
- 2005:  Ordu Kabul
- 2006:  Ordu Kabul
- 2007:  Ordu Kabul
- 2008:  Hakim Sanayi Kabul
- 2009:  Kabul Bank
- 2010: sconosciuto

### Vittorie per squadra
| # | Squadra              | Vittorie |
| - | -------------------- | -------- |
| 1 | Ariana Kabul         | 10       |
| 2 | Ordu Kabul           | 4        |
| 3 | Karlappan            | 1        |
| 4 | Maiwand Kabul        | 1        |
| 5 | Red Crescent Society | 1        |
| 6 | Hakim Sanayi Kabul   | 1        |
| 7 | Kabul Bank           | 1        |

### Champions League
Il formato iniziale del torneo, inizialmente denominato Premier League, è stato quello di un campionato a 8 squadre, tutte da diverse province dell'Afghanistan. Tutte le partite si sono giocate all'AFF Stadium di Kabul a cavallo tra settembre e ottobre 2012 e a vincere il titolo è stato il Toofaan Harirod.
La seconda edizione del campionato si è svolta dal 22 agosto all'11 ottobre 2013 con la vittoria in finale per 3-1 dello Shaheen Asmayee sul Simorgh Alborz, che così finisce al secondo posto per il secondo anno consecutivo.
Nel 2021 la massima serie afghana ha cambiato nome in Champions League.

#### Albo d'oro
Questo è l'elenco dei vincitori della massima divisione afghana: 
| Edizione | Campione           | Secondo posto     | Terzo posto        |
| -------- | ------------------ | ----------------- | ------------------ |
| 2012     | Toofaan Harirod    | Simorgh Alborz    | De Maiwand Atalan  |
| 2013     | Shaheen Asmayee    | Simorgh Alborz    | Toofaan Harirod    |
| 2014     | Shaheen Asmayee    | Oqaban Hindukush  | De Spin Ghar Bazan |
| 2015     | De Spin Ghar Bazan | Shaheen Asmayee   | De Maiwand Atalan  |
| 2016     | Shaheen Asmayee    | De Maiwand Atalan | Simorgh Alborz     |
| 2017     | Shaheen Asmayee    | De Maiwand Atalan | De Spin Ghar Bazan |
| 2018     | Toofaan Harirod    | Shaheen Asmayee   | *                  |
| 2019     | Toofaan Harirod    | Shaheen Asmayee   | *                  |
| 2020     | Shaheen Asmayee    | Simorgh Alborz    | *                  |
| 2021     | Sorkh Poshan       | *                 | *                  |
| 2022     | Attack Energy      | Abu Muslim        | MGM Khadim         |
| 2024     | Attack Energy      | Sorkh Poshan      | Abu Muslim         |
| 2024-25  | Abu Muslim         | Attack Energy     | Sorkh Poshan       |

#### Vittorie per squadra
| # | Squadra            | Titoli | Anni                         |
| - | ------------------ | ------ | ---------------------------- |
| 1 | Shaheen Asmayee    | 5      | 2013, 2014, 2016, 2017, 2020 |
| 2 | Attack Energy      | 2      | 2022, 2024                   |
| 2 | Toofaan Harirod    | 2      | 2012, 2018                   |
| 3 | Abu Muslim         | 1      | 2024-25                      |
| 3 | De Spin Ghar Bazan | 1      | 2015                         |
| 3 | Sorkh Poshan       | 1      | 2021                         |